# Pro familia (Deutschland)
pro familia Deutsche Gesellschaft für Familienplanung, Sexualpädagogik und Sexualberatung e. V. Bundesverband ist ein deutschlandweiter Verbund von Beratungsstellen. Sein Angebot richtet sich vor allem an Jugendliche, Eltern und Schulen. Auch anderen Interessierten bietet Pro Familia Beratungen an.
Dem in Landesverbände untergliederten Bundesverband gehören rund 4000 Mitglieder an. Er unterhält mehr als 180 Beratungsstellen in Deutschland mit etwa 1600 Mitarbeitern. Angeboten wird medizinische, psychologische, psychosoziale und familienrechtliche Beratung unter anderem zu Sexualität, Partnerschaft, Trennung und Scheidung, Empfängnisregelung und -verhütung, unerfülltem Kinderwunsch, Schwangerschaft, Geburt und Schwangerschaftsabbrüchen.
Die Organisation ist ein Gründungsmitglied der International Planned Parenthood Federation (IPPF) und Mitglied im Deutschen Paritätischen Wohlfahrtsverband. Der Bundesverband finanziert sich durch Spenden und Mitgliederbeiträge. Außerdem wird er durch das Bundesministerium für Familie, Senioren, Frauen und Jugend finanziell gefördert.

## Vereinsziele, Beratung und medizinische Angebote
Der Verein setzt sich für sexuelle und reproduktive Rechte ein und vertritt den Grundsatz einer freien Entscheidung jedes Menschen über seinen Kinderwunsch, was das Recht auf einen legalen Schwangerschaftsabbruch ohne Indikation einschließe.
Ein Schwerpunkt des Arbeitsprogramms ist die besondere Förderung und Unterstützung benachteiligter Gruppen in der Bevölkerung.
Der Verein bietet sexualpädagogische Veranstaltungen für Schulklassen und Jugendgruppen an. Viele Beratungsstellen bieten eine Jugendsprechstunde an, außerdem gibt es die Möglichkeit der Onlineberatung. Pro Familia informiert online und mit Broschüren umfangreich zu Verhütung und Sexualität.
Der Verein engagiert sich für den freien Zugang zu Verhütungsmitteln. Auch setzte sich der Verein für die Rezeptfreiheit der Pille danach ein; Deutschland gehörte bis zum Jahr 2015 zu den wenigen Ländern in der Europäischen Union, in denen der Arztbesuch noch Pflicht war. Die Vermeidung von Teenagerschwangerschaften gilt für Pro Familia als eine Herausforderung der Sexualaufklärung und der Sexualpädagogik und als gesellschaftliche Aufgabe. Pro Familia fordert das Recht auf einen legalen Schwangerschaftsabbruch ohne Indikation.
Der Verein betreibt bundesweit Beratungsstellen zur Familienplanung und Schwangerschaft; in Bremen, Mainz, Rüsselsheim am Main, Kassel, Gießen und Saarbrücken sind den Beratungsstellen „profamilia Zentren“ angeschlossen, in einigen von diesen können unter anderem ambulante Sterilisationen des Mannes und straffreie Schwangerschaftsabbrüche vorgenommen werden; medizinische Angebote gibt es auch in kooperierenden Familienplanungszentren in Berlin und Hamburg.

## Geschichte
| Pro Familia standen vor: |
| --- |
| - 1952–1968 Hans Harmsen - 1967–1973 Richard Kepp - 1973–1983 Jürgen Heinrichs - 1983–1986 Melitta Walter - 1987–1993 Monika Simmel-Joachim - 1993–1998 Uta Meier - 1998–1999 Brigitte Unger-Soyka - 1999–2001 Eva Rühmkorf - 2001–2004 Ingrid Langer - 2004–2010 Gisela Notz - 2010–0000 Daphne Hahn |

Der Verein wurde am 23. Dezember 1952 als „Deutsche Gesellschaft für Ehe und Familie“ in Kassel gegründet. Ziel war die Schaffung eines gemeinnützigen, nicht-staatlichen und nicht-konfessionellen Fachverbands für Fragen der Sexualität und der Familienplanung.
Die Gründung ging unter anderem auf Vorarbeiten von Margaret Sanger zurück, einer Aktivistin der Bewegung für Geburtenkontrolle, die 1921 die American Birth Control League begründete, aus der 1942 die US-amerikanische Organisation Planned Parenthood und 1952 auch die (deutsche) Pro Familia und (internationale) IPPF hervorgingen.
Erster und langjähriger Vorsitzender war der Hamburger Sozialhygieniker Hans Harmsen. Mitgründer waren Margaret Sanger und Anne-Marie Durand-Wever, letztere wurde Vizevorsitzende. 1984 legte Harmsen das Amt des Ehrenpräsidenten wegen Kritik an seinen während der NS-Zeit geäußerten Positionen nieder. 1963 erfolgte die Aufnahme von Pro Familia in den Deutschen Paritätischen Wohlfahrtsverband.
Durch eine Förderung im Modellprojekt der Bundesregierung „Ergänzende Maßnahmen zur Reform des § 218“ konnte das Angebot auf 26 Beratungsstellen ausgeweitet werden, zusätzlich zur Fachberatung und Beratung Betroffener wurde jetzt verstärkt sexualpädagogische Jugendarbeit geleistet. Von 1979 bis 1982 baute die ab 1983 als Bundesvorsitzende fungierende Kinderkrankenschwester, Erzieherung und Sexualpädagogin Melitta Walter (* 1949) die sexualpädagogische Fortbildung für Pro Familia in Berlin auf. In den Jahren ab 1983 wurde die AIDS-Prävention ein weiterer Schwerpunkt.
Nach der deutschen Wiedervereinigung traten im Jahr 1991 in den neuen Bundesländern die Landesverbände der Organisation „EHE und FAMILIE in der DDR“ Pro Familia bei, so dass ihre Aktivitäten auch ohne die Unterstützung der Bundesregierung fortgesetzt werden konnten. 1993 erfolgte die letzte Namensänderung in „Deutsche Gesellschaft für Familienplanung, Sexualpädagogik und Sexualberatung e. V.“
Seit etwa 2000 hat der Verein auch sein Angebot zur künstlichen Befruchtung und Präimplantationsdiagnostik ausgeweitet.

## Kritik
- Mit seinem Eintreten für den indikationslosen Schwangerschaftsabbruch vertritt der Verband zu sexualethischen Zielen und Vorstellungen Positionen, die von kirchlichen und sonstigen Organisationen kritisiert werden.
- 2004 empfahl der hessische Rechnungshof, die öffentliche Förderung für Pro Familia Hessen zu streichen und dem Verein die Zulassung als Beratungsstelle für Schwangerschaftskonflikte zu entziehen, da er in drei hessischen Instituten auch Schwangerschaftsabbrüche durchführe und daher die Unabhängigkeit der Beratung nicht gewährleistet sei.[10] Der Verein wies den Vorwurf zurück.[11] Die hessische Landesregierung kam der Empfehlung des Landesrechnungshofs nicht nach, kürzte aber Mittel für die Landesgeschäftsstelle.
- 2013 recherchierte der Berliner Tagesspiegel, dass von 1980 bis 1998 im pro familia magazin mehrere Artikel von Psychologen und Soziologen erschienen waren, die bei sexuellen Kontakten mit Kindern unter bestimmten Bedingungen für Straffreiheit plädierten, darunter auch ein Text von Norbert Lammertz, damals Vorstandsmitglied bei Pro Familia Bonn. Der Tagesspiegel sprach von einem „Pädophilie-Problem“ ähnlich dem bei Bündnis 90/Die Grünen.[12][13][14] Auch Mitglieder der Arbeitsgemeinschaft Humane Sexualität wie der Soziologe Rüdiger Lautmann (Die Lust am Kind) veröffentlichten noch 2013 im pro familia magazin.[15] Lautmann widerrief seine Schriften später als „naiv und unzureichend“.[16][17] Pro Familia kommentierte 2013, es seien zweifellos „völlig unvertretbare und verharmlosende“ Standpunkte vertreten worden, welche „die Verletzungen der Opfer ignorierten“.[18][19] Spätere Kommentare meinen, die Enttabuisierung der Sexualität habe zu Naivität und mangelnder Vorsicht geführt.[20][21] pro familia hat sich in einer Selbstaufklärungsdebatte mit den Vorwürfen auseinandergesetzt. Das Ergebnis der Verbandsdiskussion und der Auseinandersetzung mit der Forschung zu Helmut Kentler ist, dass pro familia eingesteht, vor 1998 nicht eindeutig genug gegen Pädosexualität als sexuellen Missbrauch öffentlich Position bezogen zu haben.